# Curd Duca
Curd Duca (* 14. März 1955) ist ein österreichischer Musiker, Komponist und Produzent von elektronischer Musik. Er spielte von 1982 bis 1991 in den Musikgruppen „Auch wenn es seltsam klingen mag“, „8 ODER 9“ und „Skin“ (Akkordeon, Gitarre, Gesang und Perkussion). Seit 1992 arbeitet er überwiegend an Soloprojekten mit elektronischen Mitteln (Synthesizer, Computer).

## Arbeitsweise
Curd Duca arbeitet vorwiegend mit Samples – digitalisiertem Klangmaterial, das er verändert, zerschneidet und „re-kontextualisiert“ („cut-up artist“-Spin Magazine).
Als Ausgangspunkt dienen analoge Quellen wie Naturinstrumente, Orchester, Sprache, Geräusche und Vogelstimmen. Die Bearbeitungen am Computer sind zumeist nicht Veränderungen des Klanges, sondern Manipulationen der Zeitebene – ursprünglich durch Loops, später vor allem durch Schnitte und manuelle Improvisationen mit Parametern der „granularen Synthese“.

## Veröffentlichungen
- easy listening 1
- easy listening 2
- easy listening 3
- easy listening 4
- easy listening 5 (LP, CD Normal, Bonn 1992–1997)
- switched-on wagner – „Richard Wagner compositions transformed beyond recognition“ (CD Mille Plateaux, Frankfurt 1996)
- elevator 1
- elevator 2 (Gesang: Carin Feldschmid)
- elevator 3 (Gesang: Carin Feldschmid) (LP, CD Mille Plateaux, Frankfurt 1998–2000). Der Untertitel dieses Albums wurde namensgebend für ein Elektronikfestival: „digitalanalog“
- Waves 1 (LP, CD Magazine, 2020)
- Waves 2 (LP, CD Magazine, 2021)
- Waves 3 (LP, CD Magazine, 2022)

## Kompilationen
- Modulation & Transformation 3 und 4 (Mille Plateaux)
- Clicks & Cuts (Mille Plateaux)
- The Wire Tapper 5 (Wire Magazine, London)
- The Eclectic Sound Of Vienna 2 (Spray)
- Mind The Gap vol 20 (Gonzo Circus)
- In memoriam – Max Brand (CD rhiz)

## Rezensionen
de-bug (Berlin), spex, Die Zeit (Hamburg), skug, Der Standard (Wien), The Wire (London), actuel, nova (F), Spin, CMJ (USA), Zürcher Tagesanzeiger (CH), Wired (Japan), u. a.

## Solo-Konzerte
Duca gab diverse Solo-Konzerte, u. a. in Wien (rhiz, flex), Berlin (Volksbühne/Roter Salon), München (Ultraschall), Zürich (Rote Fabrik), London (sprawl), Barcelona (Sonar), ACNY New York, Miami (MLP) und bei den Donaueschinger Musiktagen.

## Diverses
- Musik für Filme: Rote Ohren fetzen durch Asche (Scheirl, Pürrer, Schipek, Uraufführung 1990 in New York), The Subversion Agency (Mark Boswell, 2004), u. a.
- ORF Kunstradio: „voices / cut-up hitler“ (1998), „netz/sprache“ (1999, mit Armin Medosch)
- Musik für Ausstellungen: telepolis (Luxembourg, 1995), Installation Hedy Lamarr (ars electronica, 1998), „Dark Matter“ von Eva Grubinger im „baltic“, Gateshead, GB (2003), Videos von Ingeborg Strobl (2007).
- Lehraufträge und Vorträge („digital poetry“) an der Schule für Dichtung (sfd), Wien.

## Belege
1. ↑  Die Zeit – Rezension elevator 2
2. ↑  
Die Zeit – Rezension elevator 3
3. ↑  Donaueschinger Musiktage 2016 - Komponisten (Seite nicht mehr abrufbar, festgestellt im November 2024. Suche in Webarchiven)  Info: Der Link wurde automatisch als defekt markiert. Bitte prüfe den Link gemäß Anleitung und entferne dann diesen Hinweis.

| Personendaten    | Personendaten                                                              |
| ---------------- | -------------------------------------------------------------------------- |
| NAME             | Duca, Curd                                                                 |
| KURZBESCHREIBUNG | österreichischer Musiker, Komponist und Produzent von elektronischer Musik |
| GEBURTSDATUM     | 14. März 1955                                                              |